# Hansewasser
Die hanseWasser Bremen GmbH ist ein Unternehmen der Abwasserentsorgung. Sie entstand durch die Privatisierung der bis dahin kommunalen Wasserversorgung und -entsorgung der Stadt Bremen am 1. Januar 1999.

## Geschichte
Anfang des 20. Jahrhunderts waren in Bremen drei Pumpwerke gebaut worden, die das Abwasser der Stadt zunächst ohne Vorbehandlung in die Weser strömen ließen. 1916 wurde die erste mechanische Grobreinigung eingebaut.
Bis 1990 war das Amt für Stadtentwässerung und Abfallwirtschaft unter anderem für die Abwasserentsorgung in der Stadt Bremen zuständig. Dieses Amt wurde in die Bremer Entsorgungsbetriebe – kurz BEB, als Eigenbetrieb umgewandelt. Mit der Gründung der hanseWasser Bremen GmbH erfolgte die Konzentration eines Betriebes auf die Stadtentwässerung.
Außer den Abwässern aus der Bremer Kanalisation entsorgt Hansewasser inzwischen auch Haus- und Industrieabwässer aus den Gemeinden Lemwerder, Lilienthal, Ritterhude, Schwanewede, Stuhr und Weyhe sowie aus Teilen von Oyten und Achim.

## Kläranlagen
Hansewasser betreibt zur Reinigung des anfallenden Abwassers zwei Kläranlagen:
Die Kläranlage Seehausen reinigt das Abwasser der Stadt Bremen – mit Ausnahme des Entwässerungsgebiets der Kläranlage Farge – und der niedersächsischen Nachbargemeinden Lilienthal, Ritterhude, Stuhr/Weyhe sowie teilweise Oyten und Achim. Sie befindet sich auf dem linken Weserufer. Die Abwässer aus dem angeschlossenen Entwässerungsgebiet rechts der Weser werden durch Düker unter der Weser hindurch dorthin gepumpt. Die Tagesleistung liegt bei 130.000 m³ gereinigter Abwässer pro Tag.
Die Kläranlage in Farge ist mit einer Durchschnittsleistung von 16.000 m³ pro Tag deutlich kleiner. Hier werden die Abwässer aus den Stadtteilen Blumenthal und Vegesack, dem Burglesumer Ortsteil St. Magnus (teilweise) sowie den angrenzenden Gemeinden Lemwerder und Schwanewede gereinigt.
Außerdem managt Hansewasser die Betriebskläranlagen von Avangard Malz und AB InBev in deren Bremer Betrieben.

## Eigentümerstruktur
Die Hansewasser GmbH gehört zu 25,1 % der Freien Hansestadt Bremen und zu 74,9 % der hVE (hanseWasser Ver- und Entsorgungs GmbH). Diese wiederum gehört zu 49 % der Gelsenwasser AG und zu 51 % der swb AG, einer 100%igen Tochter der EWE AG. Die Aktien dieser Gesellschaften werden nicht an der Börse gehandelt und gehören ganz überwiegend Kommunen.